# Johanna Sebus

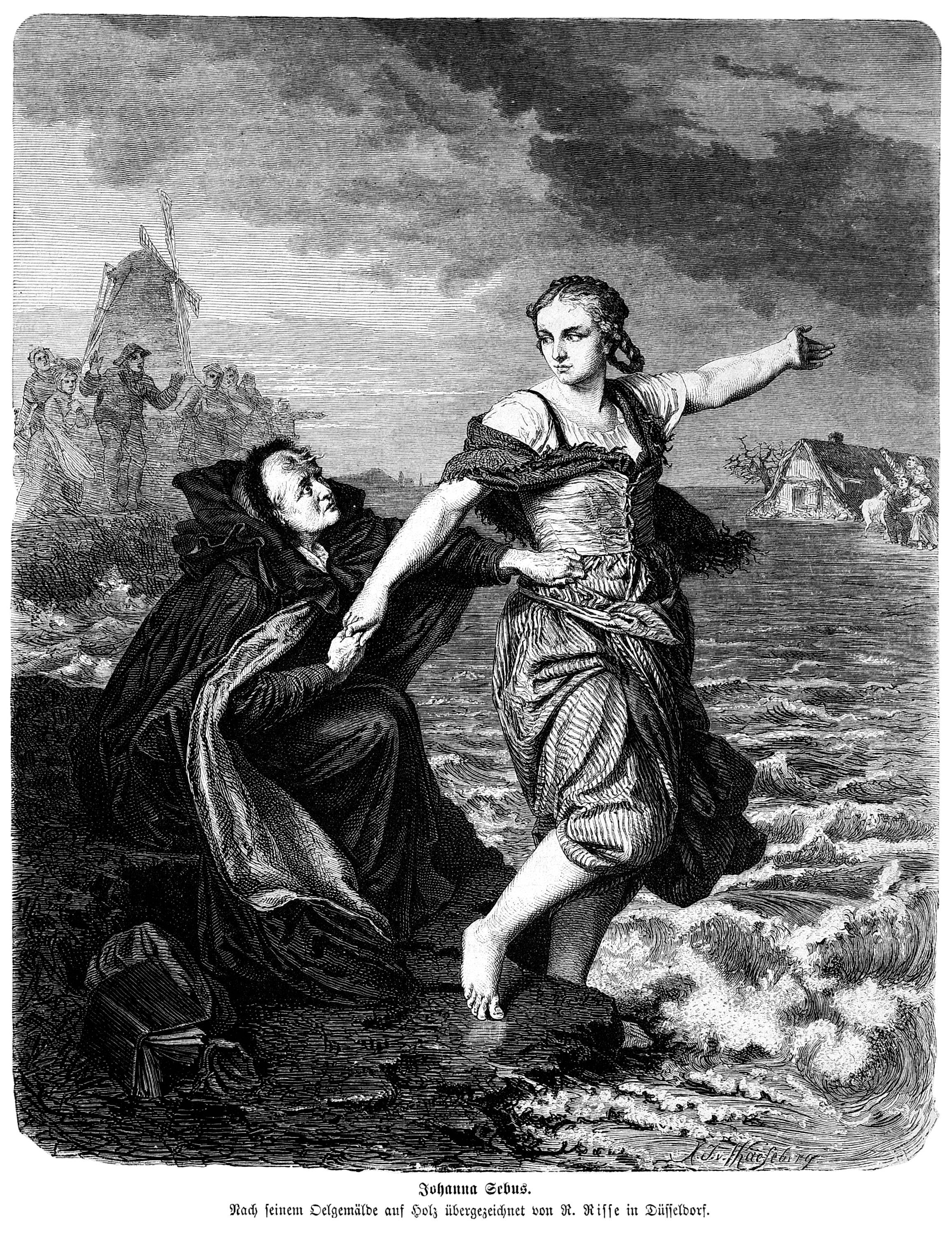
Johanna Sebus, Illustration von Roland Risse für die Zeitschrift Die Gartenlaube, 1872

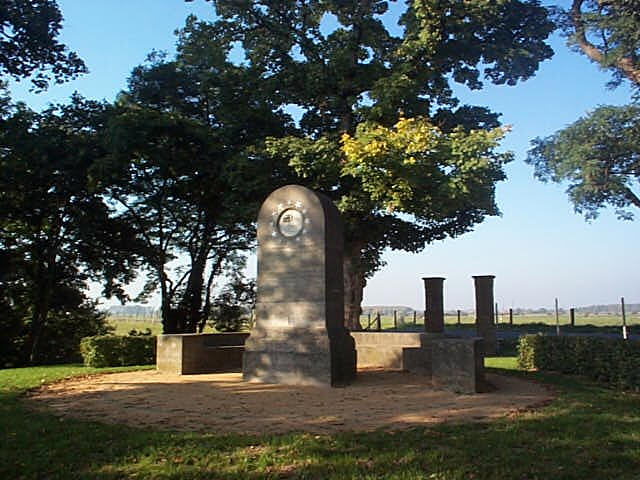
Denkmal für Johanna Sebus

Johanna Sebus (* 28. Dezember 1791 in Brienen; † 13. Januar 1809) aus Brienen bei Kleve am Niederrhein rettete bei einem Dammbruch zunächst ihre Mutter aus den Fluten des Rheins und kam dann ums Leben, als sie weiteren Menschen helfen wollte. Ihre Leiche wurde beim Abfließen des Wassers gefunden und auf dem Friedhof in Rindern beerdigt. 1872 wurde ihr Grab beim Bau einer neuen Kirche in das Gebäude integriert.

## Postume Ehrungen
Johann Wolfgang von Goethe widmete Johanna Sebus 1809 eine Ballade, in der er ihren selbstlosen Einsatz und ihren dramatischen Tod beschrieb. Diese Ballade wurde 1810, nach Goethes Wunsch, von Carl Friedrich Zelter vertont. Außerdem gibt es eine im April 1821 komponierte Fassung von Franz Schubert (D 728); die Erstveröffentlichung des Liedes erfolgte 1894/95. In den 1860er Jahren nahm sich der Düsseldorfer Historienmaler Roland Risse dieses Stoffes an und schuf unter dem Titel Johanna Sebus beim Bruch des Clever Dammes 1809 ein Ölgemälde, das nach der Berliner akademischen Kunstausstellung auch auf der Düsseldorfer Ausstellung des Kunstvereins für die Rheinlande und Westfalen im Jahr 1871 gezeigt wurde. Nach diesem Original erschien 1872 eine Lithografie als Illustration in der Zeitschrift Die Gartenlaube. Roderich Benedix veröffentlichte 1835 den Einakter Johanna Sebus, das in Kleve aufgeführt wurde.

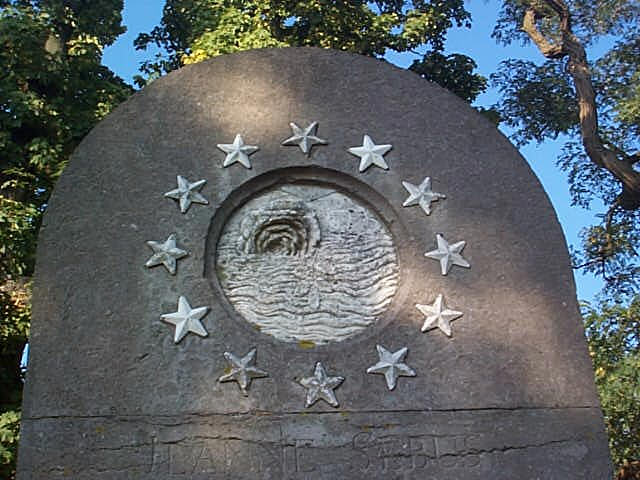
Weiße Rose für Johanna Sebus

Im Jahr 1811 wurde ihr zu Ehren in Wardhausen ein Denkmal errichtet. Gleichzeitig wurde ihr postum die Weiße Rose verliehen, eine Ehrung, die vom französischen Kaiser Napoleon I. anlässlich seiner Thronbesteigung am 2. Dezember 1804 gestiftet worden war. Diese Ehrung geht auf eine nordfranzösische Tradition zurück und sollte in allen Orten des napoleonischen Herrschaftsbereichs, zu dem auch Kleve als Hauptort des Arrondissements de Clèves gehörte, jedes Jahr an ein besonders tugendhaftes Mädchen verliehen werden. Neben einer Rose mit goldenen Blättern erhielten diese von einem Wahlgremium bestimmten Mädchen noch einen goldenen Ring und eine Aussteuer. Das Denkmal für Johanna Sebus trägt auf der Vorderseite eine Inschrift in französischer Sprache. Über der Inschrift befindet sich eine auf dem Wasser treibende Rose aus weißem Marmor, umgeben von zwölf Sternen. Die deutsche Übersetzung auf der Rückseite stammt aus dem Jahr 1953. Auch das Haus von Johannas Mutter Helene Sebus, geborene van Bentum, wurde im Auftrag der französischen Regierung wieder aufgebaut, was eine Tafel mit lateinischer Inschrift im nahe gelegenen Gasthof dokumentiert.
In Kleve erinnerte das 2010 geschlossene Johanna-Sebus-Gymnasium, das ursprünglich eine Mädchenschule war, in seinem Namen an die 17-jährige Heldin. Auch in Duisburg gab es bis Ende der 1970er Jahre ein Johanna-Sebus-Gymnasium, das ebenfalls eine Mädchenschule war. Die katholische Grundschule in Rindern ist ebenfalls nach ihr benannt worden.
In Kleve, Xanten und Emmerich sind Straßen nach Johanna Sebus benannt. Auch für Gasthäuser und Rettungsboote in der unmittelbaren Umgebung ihres Heimatdorfes ist sie Namensgeberin. Drei Heimatvereine im Umfeld schlossen sich in 1984 zusammen in der Initiative in unregelmäßige Zeitabständen eine Johanna Sebus-Medaille zu verleihen. Die Medaille wurde entworfen von Dieter von Levetzow. Ein Exemplar befindet sich als Leihgabe im Museum Bislich.